# فابیو فری
فابیو فری (زاده ۱۳ اوت ۱۹۷۰ در باری) یک هنرپیشه ایتالیایی است.
فابیو فری بازیگری را نزد ماریو کولوچی و دیگران آموخت. او از سال ۱۹۹۳ در تئاتر بازی می‌کند، به عنوان مثال در فیلم رومئو و ژولیت ساخته ویلیام شکسپیر در سال ۲۰۰۶. فری علاوه بر فعالیت در تئاتر، در تولیدات مختلف سینمایی و تلویزیونی نیز حضور داشته‌است. در سال ۲۰۰۷ او نقش بازرس کل را در نقش بازرس رکس دریافت کرد. در سال ۲۰۱۰ او به همراه کاسپار کاپارونی و پیلار آبلا سریال را ترک کرد.

## تولیدات تلویزیونی
- ۱۹۹۸: باربارا
- ۲۰۰۲: العلمین
- ۲۰۰۲: استادیوم نهایی
- ۲۰۰۳: جنتی دی روما
- ۲۰۰۳: مومیایی
- ۲۰۰۷–۲۰۰۹ کمیسر رکس (۳۰ قسمت)